# Christian Gostečnik
Christian Gostečnik, slovenski frančiškan, duhovnik, teolog, psiholog in pedagog, * 1. maj 1955, Šmihel nad Mozirjem.	
Predava na Teološki fakulteti v Ljubljani in je direktor Frančiškanskega družinskega inštituta. Leta 2013 je postal dekan Teološke fakultete Univerze v Ljubljani. Je avtor več kot 20 strokovnih in znanstvenih knjig s področja relacijske zakonske in družinske terapije. Njegov model je prejel drugo nagrado na 5. Forumu inovacij leta 2010. Je ustanovitelj Združenja zakonskih in družinskih terapevtov Slovenije.

## Življenjepis
Leta 1995 je doktoriral iz klinične psihologije, leta 1997 iz teologije in leta 1999 iz psihologije.

## Nazivi
- zaslužni profesor Univerze v Ljubljani (2023)
- redni profesor za psihologijo (2009)
- izredni profesor za psihologijo (2004)
- docent (1998)
- asistent (1995)